# Nueve días (película)
Nueve días (Nine Days en inglés)  es una película dramática sobrenatural estadounidense de 2020 escrita y dirigida por Edson Oda. Está protagonizada por Winston Duke, Zazie Beetz, Benedict Wong, Tony Hale, Bill Skarsgård, David Rysdahl y Arianna Ortiz. Spike Jonze se desempeña como productor ejecutivo. En la película, un hombre entrevista a cinco almas no nacidas para determinar a cuál se le puede dar vida en la Tierra.
La película tuvo su estreno mundial en el Festival de Cine de Sundance el 27 de enero de 2020 y fue estrenada en cines por Sony Pictures Classics en los Estados Unidos el 30 de julio de 2021. 

## Argumento
Will no es una persona normal y corriente, bueno, prácticamente no es una persona, es casi un dios que decide quien habita o no la Tierra. La película Nueve días se desarrolla en un futuro no muy lejano al actual. En esa época, Will pasa su vida dentro de una cabaña alejada de cualquier gran ciudad observando la vida de todos los habitantes del mundo a través de varias pantallas. Cuando uno de ellos muere tiene que elegir quien ocupará ese nuevo lugar y entrevista a los futuros candidatos, todos ellos, almas no nacidas.

## Reparto
- Winston Duke como Will
- Zazie Beetz como Emma
- Bill Skarsgård como Kane
- Benedict Wong como Kyo
- Tony Hale como Alexander
- David Rysdahl como Mike
- Arianna Ortiz como Maria
- Geraldine Hughes como Colleen
- Erika Vasquez como Luiza
- Perry Smith como Anne
- Lisa Starrett como Amanda

## Recepción

### Crítica
En Rotten Tomatoes, el sitio tiene un rating de aprobación de 88% basado en un total de 139 críticas, con una nota promedio de 7.6/10. Los críticos del sitio refieren ""Un debut como director de largometraje deslumbrante de Edson Oda, Nine Days es una película etérea y evocadora sobre el significado de la vida, elevada por una actuación fenomenal de Winston Duke". En Metacritic, la película tiene una puntuación media ponderada de 73 sobre de 100, basado en 22 críticos, indicando "críticas generalmente favorables".

### Premios
| Premios                      | Fecha de ceremonia      | Categoría                               | Recipiente(s) | Resultado | Ref.  |
| ---------------------------- | ----------------------- | --------------------------------------- | ------------- | --------- | ----- |
| Festival de Cine de Sundance | 1 de febrero de 2020    | Waldo Salt Screenwriting Award          | Edson Oda     |           | [ 4 ] |
| Premios Independent Spirit   | 22 de abril de 2021     | Best Supporting Male                    | Benedict Wong |           | [ 5 ] |
| Premios Independent Spirit   | 22 de abril de 2021     | Best First Feature                      | Edson Oda     |           | [ 5 ] |
| Premios Gotham               | 29 de noviembre de 2021 | Bingham Ray Breakthrough Director Award | Edson Oda     |           | [ 6 ] |